# Gare de Laon
La gare de Laon est une gare ferroviaire française située sur le territoire de la commune de Laon, dans le département de l'Aisne, en région Hauts-de-France.
Elle est mise en service en 1857 par la Compagnie des chemins de fer du Nord. Elle était devenue le centre d'une importante « étoile ferroviaire » à six branches, dont quatre restent exploitées en trafic voyageurs dans les années 2020.
Cette gare de la Société nationale des chemins de fer français (SNCF) est desservie par des trains régionaux du réseau TER Hauts-de-France.

## Situation ferroviaire

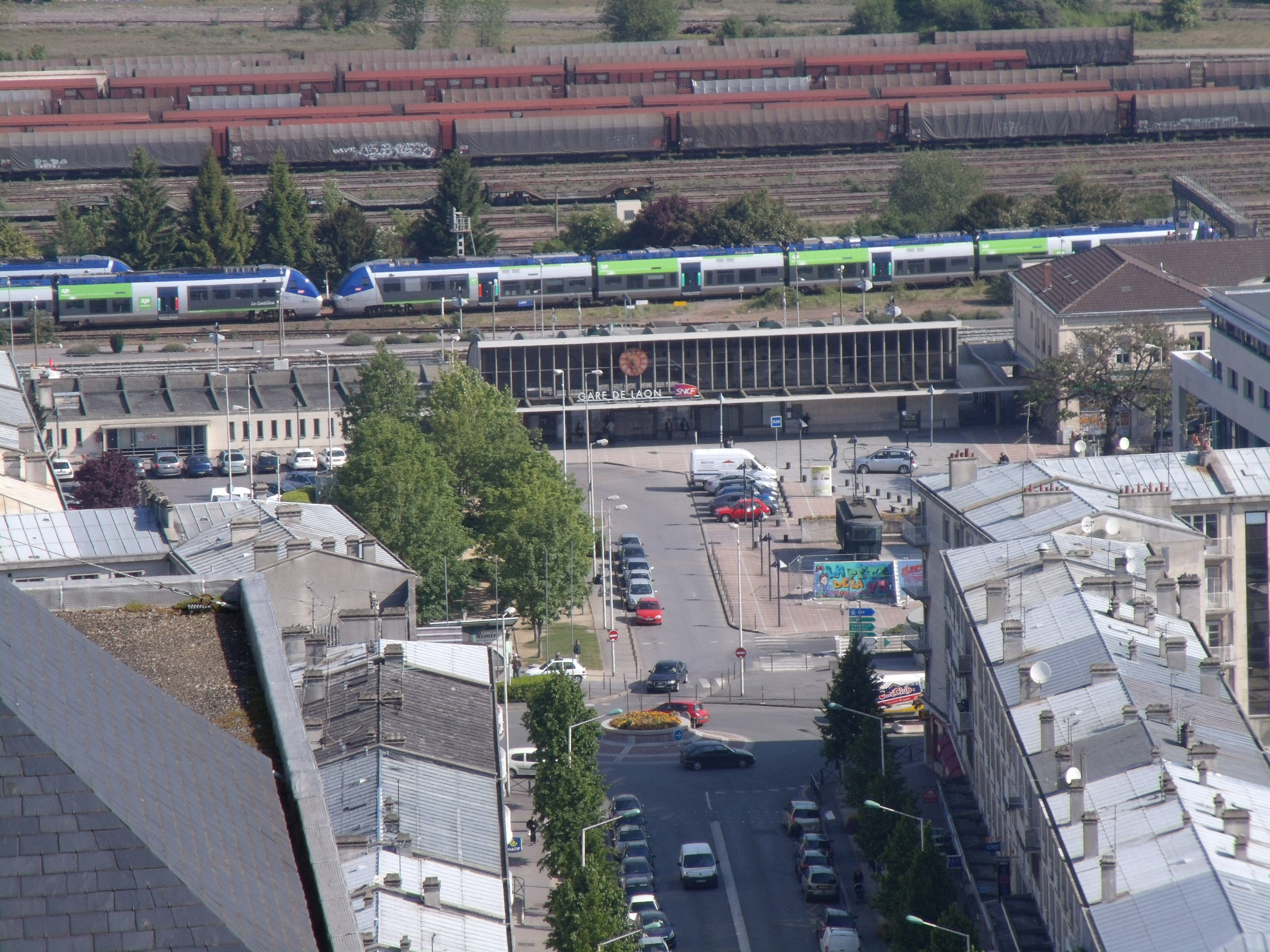
Vue d'ensemble de la gare, avant modernisation.

Établie à 84 mètres d'altitude, la gare de bifurcation de Laon est située au point kilométrique (PK) 140,007 de la ligne de La Plaine à Hirson et Anor (frontière), entre les gares ouvertes de Clacy - Mons et de Barenton-Bugny. Elle est séparée de ces deux gares respectivement par les gares aujourd'hui fermées de La Neuville-sous-Laon et de Port-Sec-Chambry.
Elle est l'aboutissement, au PK 51,962, de la ligne de Reims à Laon, après la gare de Coucy-lès-Eppes, et, au PK 107,093, de la ligne d'Amiens à Laon, après la gare ouverte de Crépy - Couvron.
Elle est aussi l'origine de la ligne de Laon à Liart (partiellement déclassée) et de la ligne de Laon au Cateau (fermée et partiellement déclassée).

## Histoire
La Compagnie des chemins de fer du Nord met en service la gare lors de l'ouverture de la section de ligne de Tergnier à Laon, le 1er septembre 1857. Elle ouvre la section de Villers-Cotterêts à Laon le 2 juin 1862.
La gare de Laon constituait, au début du XXe siècle, la plus grosse activité industrielle de la ville, et ses employés logeaient dans un quartier appelé la « cité des cheminots ». Le poste d'aiguillage de la gare, de technologie Mors à enclenchement mécanique de leviers d'itinéraires, a été construit vers 1925 par la Compagnie du Nord.

La gare dans les années 1920
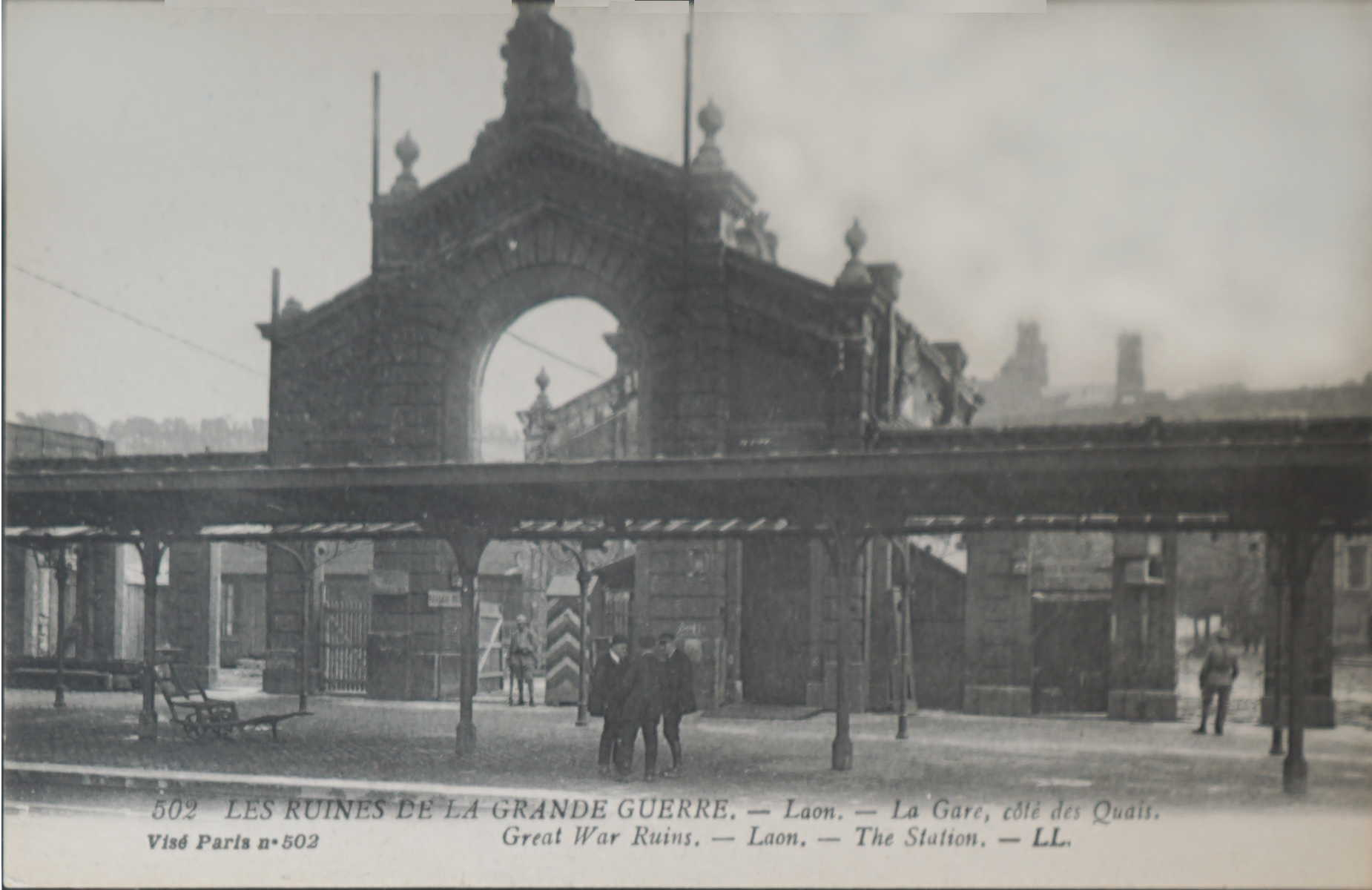
La gare pendant la Première Guerre mondiale.
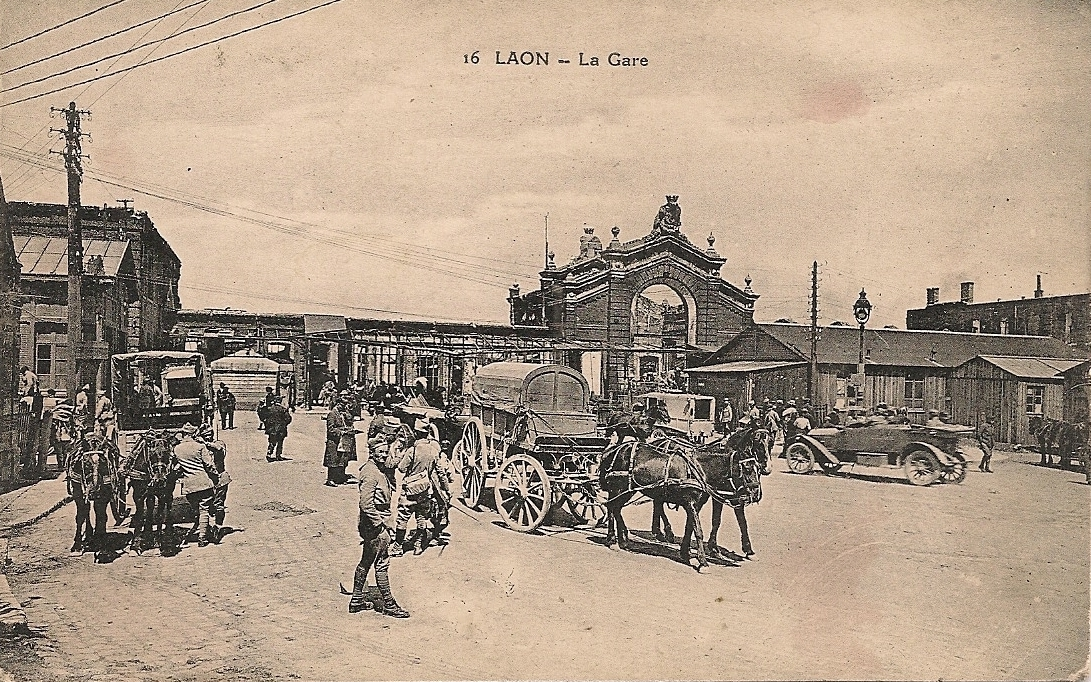
La gare vers 1920.

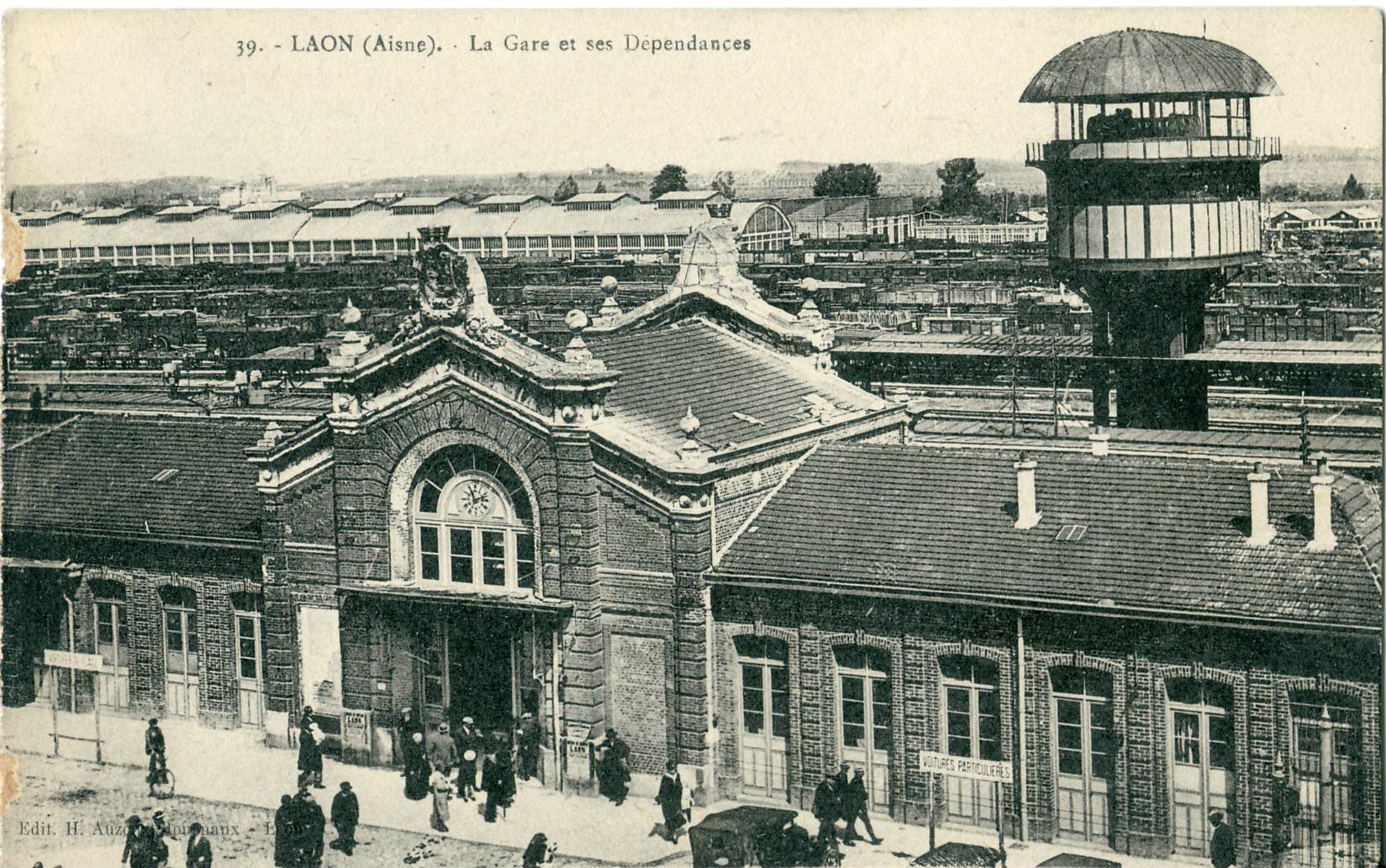
La gare vers 1925.
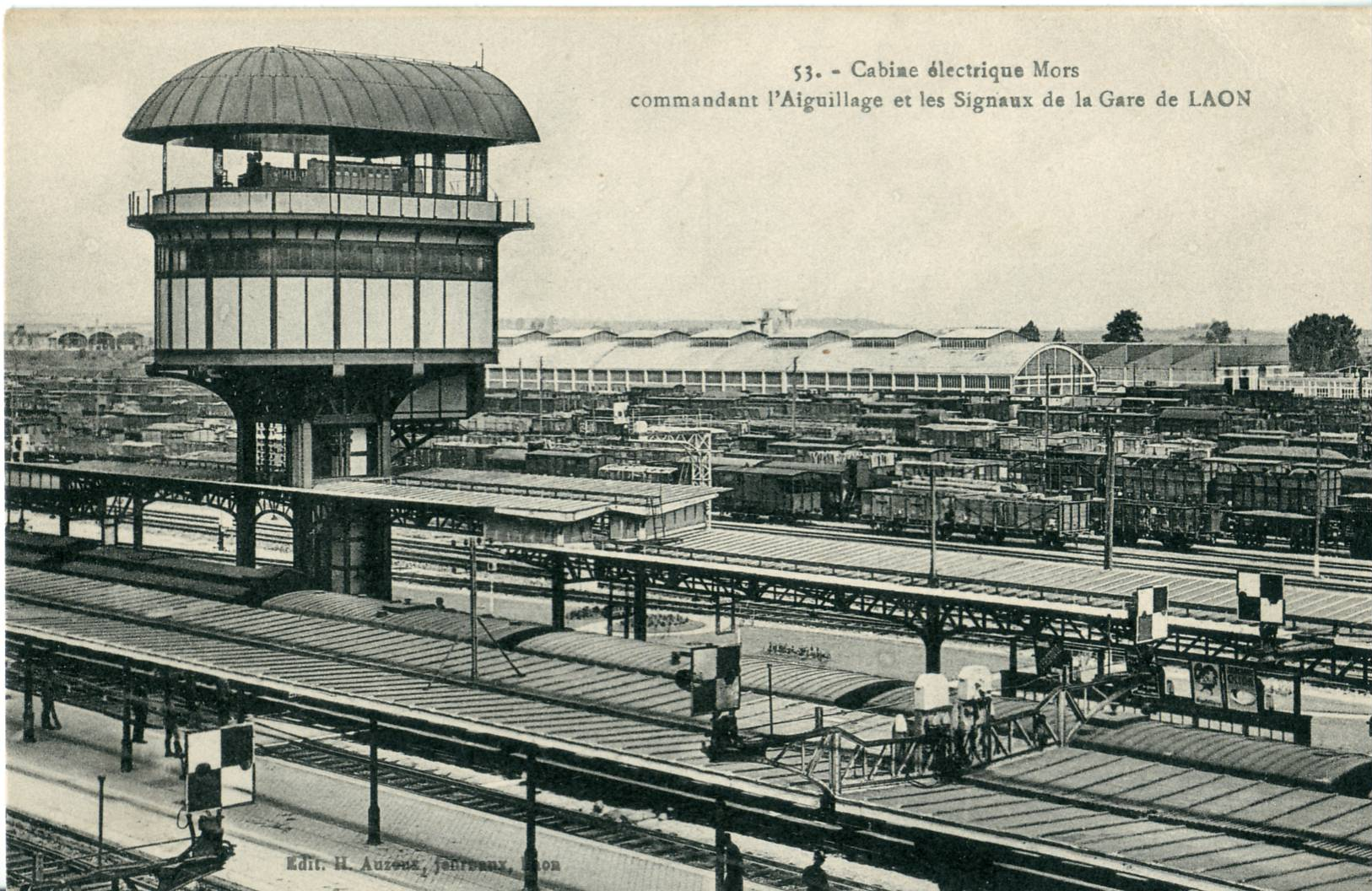
La gare vers 1928.

Elle a joué un rôle important durant les deux guerres mondiales, et fut rasée à la fin de la dernière guerre puis reconstruite.
De nos jours, son importance n'est plus que secondaire. Seule sa rotonde témoigne encore de son activité passée. Cette rotonde, ainsi que la halle-atelier, sont inscrites au titre des monuments historiques par l'arrêté du 30 juin 2015,.
En 2011, les quais sont totalement refaits pour une meilleure accessibilité des personnes à mobilité réduite.
Par ailleurs, la gare fut desservie par le tramway de Laon, de 1899 à 1971. Ce dernier a été remplacé par le Poma 2000 (qui disposait de la station Gare) du 4 février 1989 jusqu'au 27 août 2016, date de suppression définitive de ce service.

## Fréquentation
De 2015 à 2024, selon les estimations de la SNCF, la fréquentation annuelle de la gare s'élève aux nombres indiqués dans le tableau ci-dessous.
| Année                      | 2015    | 2016    | 2017    | 2018    | 2019    | 2020    | 2021    | 2022    | 2023      | 2024      |
| -------------------------- | ------- | ------- | ------- | ------- | ------- | ------- | ------- | ------- | --------- | --------- |
| Voyageurs                  | 809 221 | 781 255 | 772 982 | 677 171 | 692 050 | 525 446 | 665 718 | 827 364 | 875 832   | 957 156   |
| Voyageurs et non voyageurs | 963 358 | 930 065 | 920 217 | 806 156 | 823 870 | 625 531 | 792 522 | 984 957 | 1 042 658 | 1 139 472 |

## Service des voyageurs

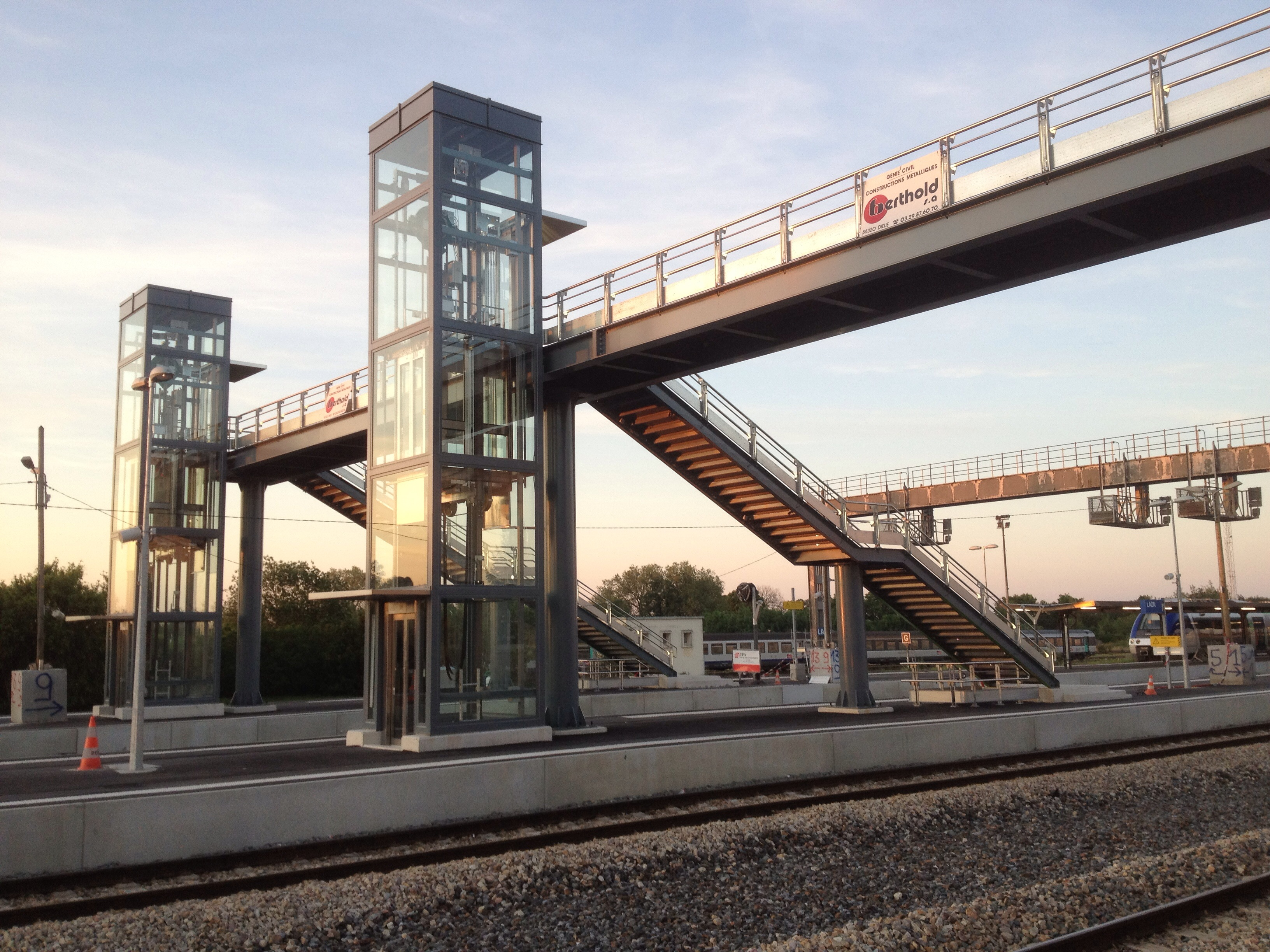
Les aménagements d'accessibilité de la gare, créés en 2011 – 2012.

### Accueil
Gare de la SNCF, elle dispose d'un bâtiment voyageurs, avec guichet, ouvert tous les jours. Elle est équipée d'automates pour l'achat de titres de transport. Comme gare « Accès Plus », elle dispose d'aménagements et de services pour les personnes à la mobilité réduite.

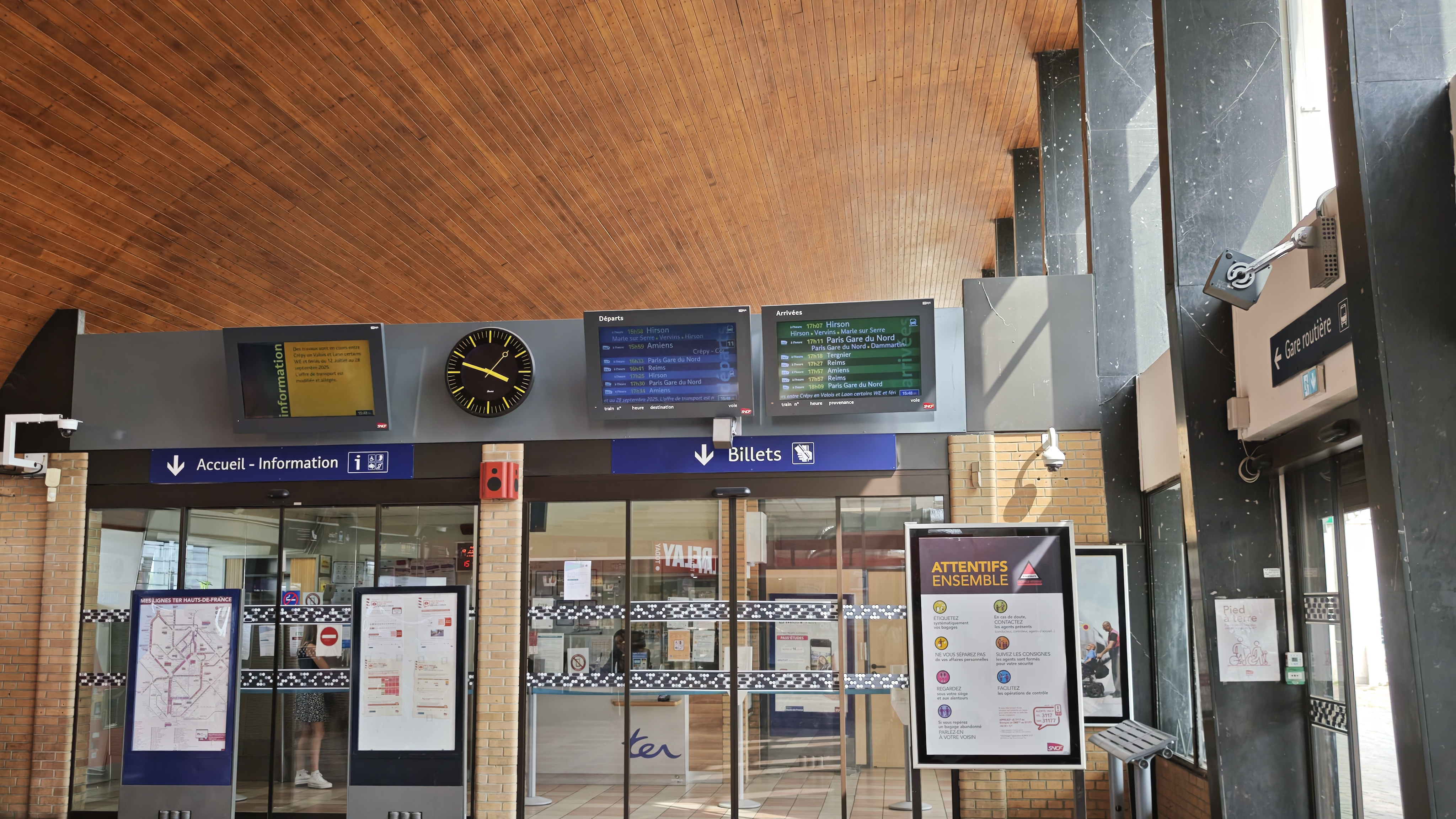
La salle des pas perdus, vers la salle des guichets...
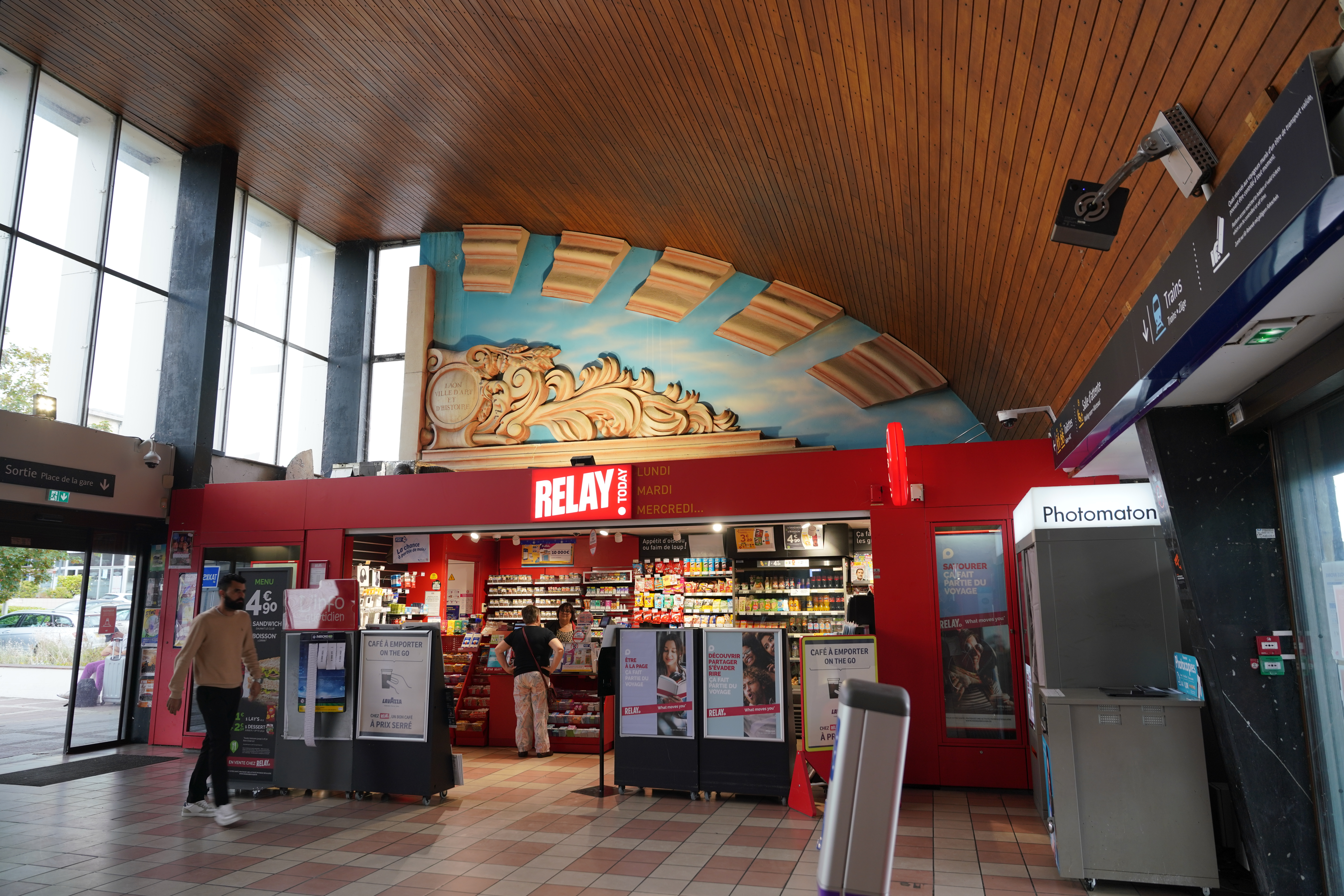
et vers le commerce.

Un passage souterrain permet l'accès aux quais 1 et 2, et une passerelle équipée ascenseurs donne accès aux troix quais et aux 9 voies. En effet le troisième quai donne accès aux "voies" 9 et 13, à l'est de la passerelle, et aux voies 7 et 11, à l'ouest.

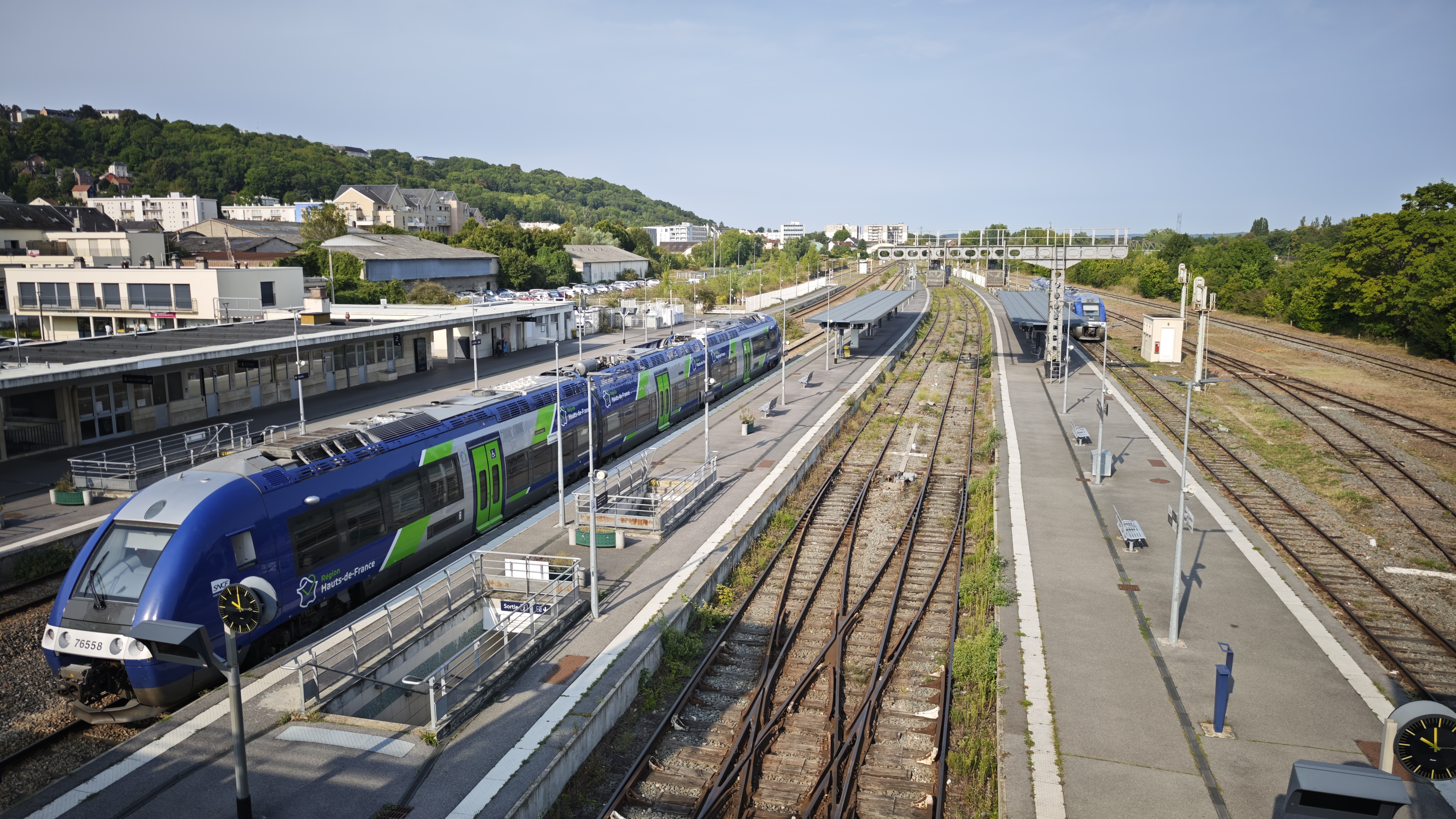
Les quais, vus vers l'ouest...
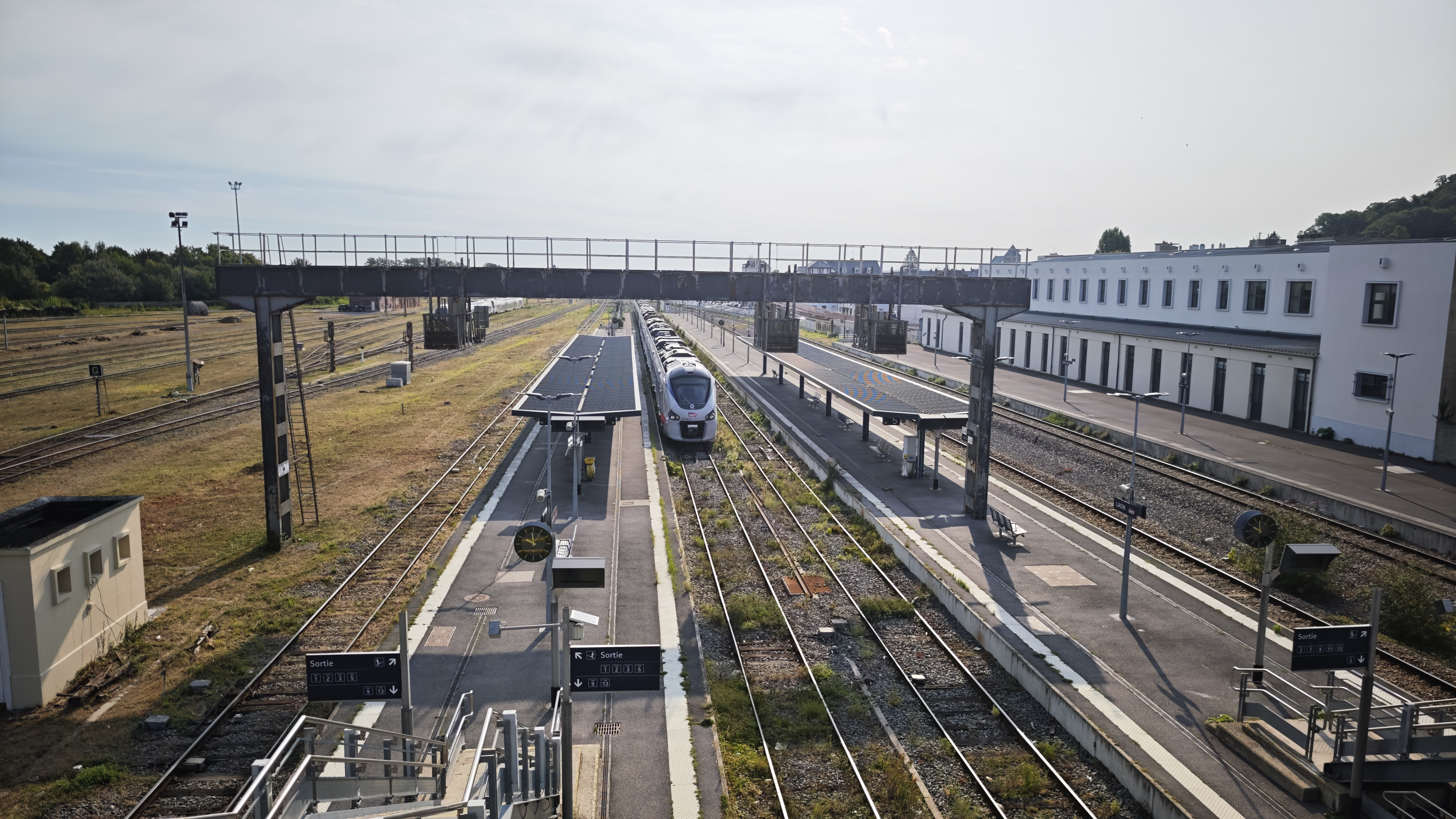
... et vers l'est.

### Desserte

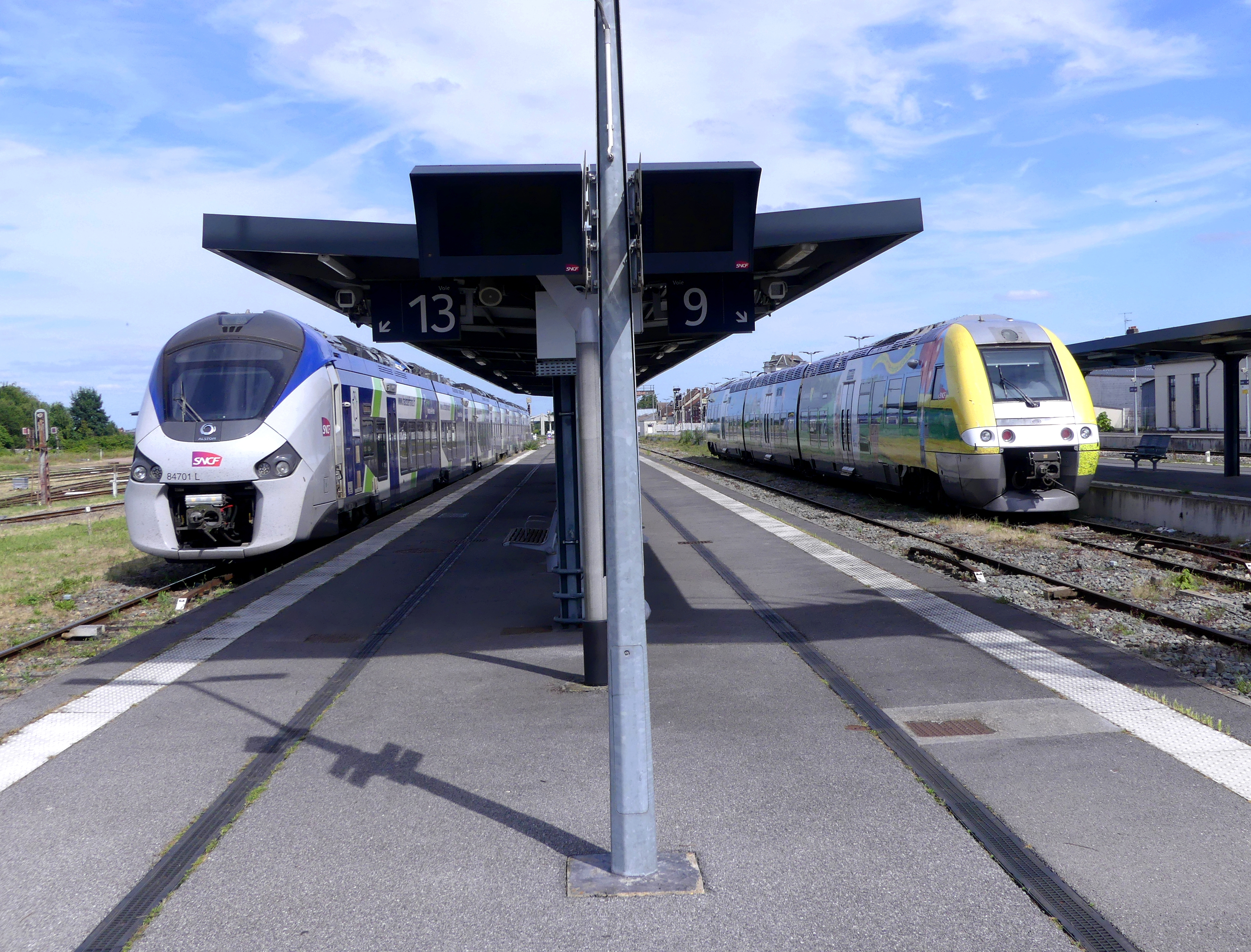
TER Hauts-de-France et Grand-Est.

Laon est desservie par les lignes de trains TER Hauts-de-France suivantes :
- K15 : Paris Nord <> Laon
- P15 : Crépy-en-Valois <> Laon
- P20 : Amiens <> Laon
- P64 : Hirson <> Laon (Actuellement substituée par un car pour cause de travaux)

Laon est également desservie par la ligne de TER Fluo (région Grand Est) Reims <> Laon

### Intermodalité

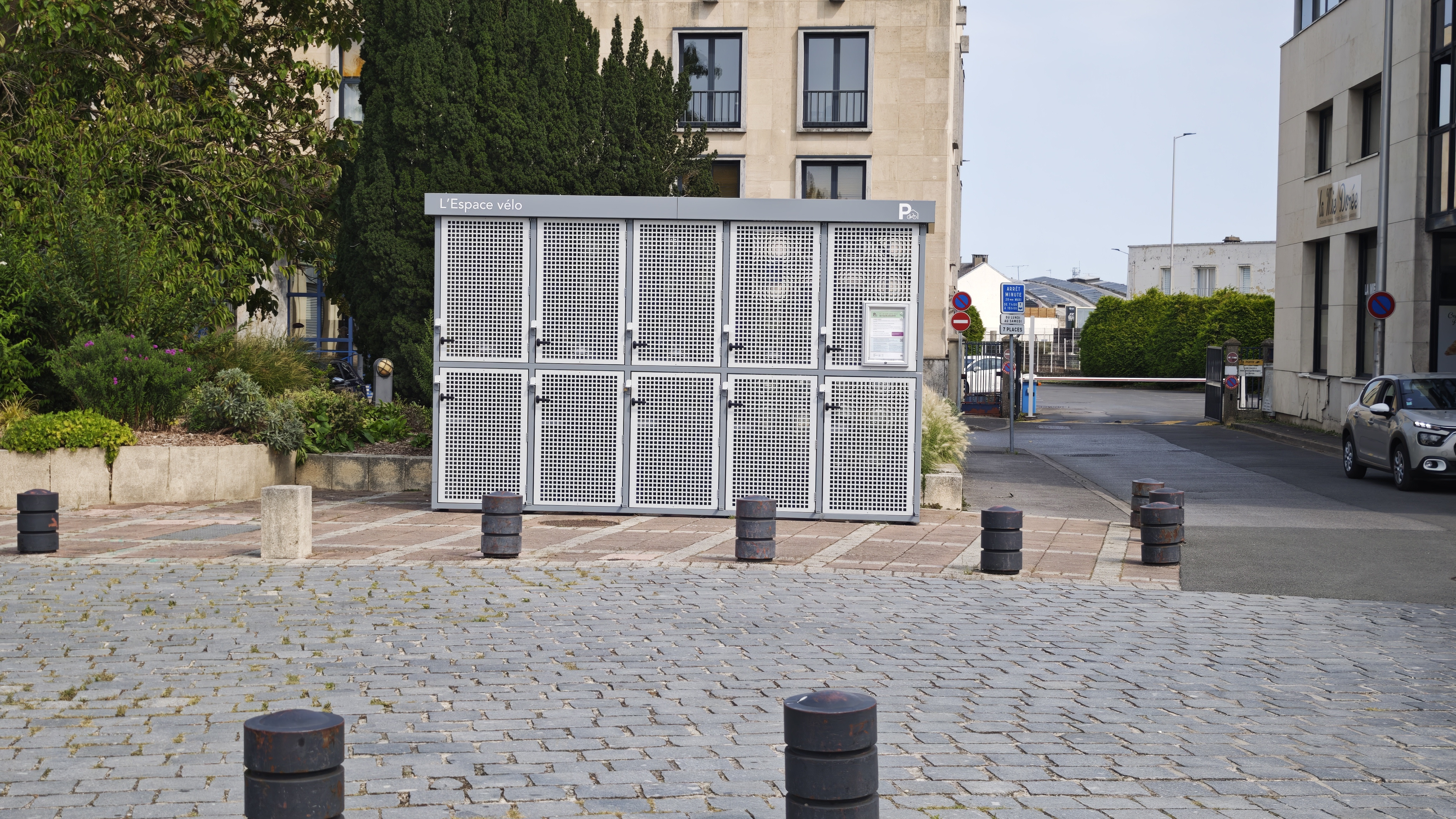
Abris à vélos sécurisés, sur le parvis de la gare.

Un parking est aménagé à ses abords.
En outre, la gare est desservie par les lignes 1, 2, 3, 4, 5 et 11 du réseau d'autobus des Transports urbains laonnois (TUL).

## Service des marchandises
Cette gare est ouverte au service du fret (trains massifs et wagons isolés pour certains clients).
Ses voies de service permettent en outre son utilisation par le service de l'infrastructure de la SNCF.